# M 86 (галактика)
Messier 86 (англ. M 86, NGC 4406, рус. Мессье 86, другие обозначения — UGC 7532, MCG 2-32-46, ZWG 70.72, VCC 881, PGC 40653) — эллиптическая галактика в созвездии Девы. морфологический тип по Хабблу E-E/S0 (переходный тип от эллиптической к линзообразной галактике). Открыта Шарлем Мессье 8 марта 1781 года. Находится на расстоянии (17,06 ± 0,12) Мпк от Земли.
Этот объект входит в число перечисленных в оригинальной редакции «Нового общего каталога».
Галактика принадлежит к скоплению Девы, а также составляет часть так называемой цепочки Маркаряна.

## Исследования
В ходе исследований, проводимых в Йельском университете с помощью телескопа Национальной обсерватории оптической астрономии, были обнаружены нити тёплого газа (в основном ионизированного водорода), образующие перемычку между галактикой NGC 4438 и галактикой M 86.
Предполагается, что нити образовались в результате высокоскоростного столкновения галактик (M 86 намного тяжелее, чем NGC 4438). В результате подобного столкновения межзвёздный газ разогревается, что препятствует образованию устойчивых газовых скоплений, из которых позднее могли сформироваться новые звёзды.